# The Amityville Horror (serie)
Amityville es el nombre de una serie de películas y libros de terror inspirados en la casa de Amityville ubicada en la villa del mismo nombre en Nueva York.

## Historia

### Antecedentes
La historia de la mansión de Amityville se remonta a la aparición de los indios nativos shinnecocks, quienes aprisionaban a los moribundos y enfermos en el terreno de la casa actual, dejándolos morir en el lugar.
A finales del siglo XVII, John Catchum, construyó la casa comenzando desde el sótano. Catchum había sido expulsado de su ciudad natal Salem, Massachusetts acusado de brujería. Sin embargo no abandonó sus actos, continuando los rituales en su nueva casa y realizando sacrificios. Tras su muerte, fue enterrado en el sótano de la casa y esta después fue quemada.
En 1928 se construyó la casa que existe hasta la fecha. Varias familias la habitaron sin durar mucho en ella, hasta que la familia Riley la vendió a los DeFeo.

### El crimen

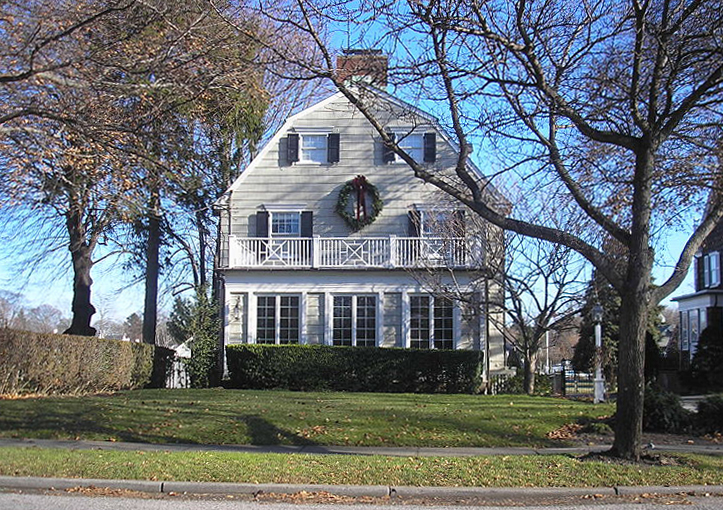
La original casa de Amityville

La serie The Amityville Horror se inspira en el asesinato ocurrido el 13 de noviembre de 1974, cuando Ronald De Feo, hijo mayor de la familia, asesinó a sus padres y 4 hermanos mientras dormían. De Feo utilizó un somnífero durante la última cena familiar para asegurarse que ellos no se despertaran con el sonido de los disparos. Los primeros asesinados fueron sus padres, más tarde sus 2 hermanos varones, y al final sus dos hermanas, una de las cuales logró escuchar los disparos antes de ser asesinada. Posteriormente, De Feo continuó su día como uno normal. No fue sino hasta la tarde del día siguiente en que se descubrió el crimen, cuando Joey Yeswit quien se encontraba bebiendo en un bar, acudió a las llamadas de auxilio de Ronald De Feo quién dijo ¡Ayuda, mis padres fueron acribillados!. Ambos entraron en la casa y descubrieron la escena del crimen. Yeswit en seguida llamó a la policía. Varias patrullas se dirigieron al 112 de Ocean Avenue en Amityville, y descubrieron los cadáveres de la familia.

### Descubriendo el crimen
La policía señaló que el día después del asesinato, alrededor de la 1:30 p. m., Ronald De Feo regresó de la casa de su novia, Sherry Klein, de 19 años. Después acudió a visitar a su amigo Bobby Kelske, con quien habló hasta las 6:00 p. m. Para entonces, la policía ya buscaba a la familia De Feo, después de que sus amigos no los vieran en sus actividades diarias. El 15 de noviembre de 1974, dos días después del asesinato, tras una llamada la policía encontró los cadáveres.
Las investigaciones comenzaron señalando como posible causante del asesinato al Sr. Ronald De Feo, padre del asesino. De Feo señaló que su padre había sido un hombre sumamente estricto, además de haber usado la violencia contra su familia si no se cumplían sus deseos. Como cabeza de la familia exigía ser tratado como una "figura de autoridad", cosa que nadie podía contradecir. Más tarde se investigó también a los demás miembros de la familia: Louise De Feo (madre), Mark y John (hermanos) y Allison y Dawn (hermanas). Las víctimas habían tenido buena relación con Ronald, quien confesó: "Mi madre daba prioridad a Dios ante todo". Todas las sospechas se descartaron cuando Ronald De Feo declaró haber tomado un rifle de cacería de colección de su habitación y haber asesinado a su familia, después de que unas voces provenientes del interior de la casa lo indujeran a hacerlo. Según los datos declarados por él mismo, alrededor de las 8:00 p. m. cenaron por última vez y a las 3:15 a. m. los asesinó.
Por último señaló que Allison De Feo había mantenido una relación con él durante los días anteriores al asesinato, pero esto se descartó como la razón del crimen, ya que ambos estaban de acuerdo.

### El juicio
El caso de Ronald De Feo se llevó a juicio el martes, 14 de octubre de 1975, casi un año después de los asesinatos. El fiscal de distrito a cargo del juicio fue Gerard Sullivan y el abogado defensor de Ronald De Feo fue William Weber. Weber insistió en defensa de su cliente que su patrón de comportamiento antes de los asesinatos era señal de que De Feo estaba sufriendo una psicosis, o inclusive principios de locura, provocados cuando escuchó una voz que le insistía en asesinar a su familia. Pero Gerard Sullivan aseguraba que De Feo no estaba loco, sino que era un asesino a sangre fría que durante la noche del asesinato fue consciente de todo lo que hizo, por lo que lo llamó "metódico asesino". Sin embargo, Weber insistió en que su cliente estaba completamente cegado y demente a la hora de los asesinatos. Fue cuando Sullivan extendió el caso llamando a familiares y testigos de la familia DeFeo, los cuales no ayudaron en nada la defensa legal de Weber, perjudicando su situación.
Finalmente el 19 de noviembre de 1975, Ronald De Feo fue declarado culpable de múltiple homicidio y condenado a 25 años por cada asesinato. Actualmente continúa en prisión.

## La Maldición

### 28 días en Amityville
Un año después del asesinato, la pareja de George y Kathy Lutz compraron la residencia de Amityville. Los Lutz y sus hijos saltaron a la fama, después de que el periodista Jay Anson publicara Horror en Amityville en 1979. El libro dio pie a una leyenda urbana que contaba que durante la estancia de la familia Lutz, estos habían sufrido fenómenos paranormales a causa de una presencia demoníaca en la casa; algunos de ellos son: la fuerza que intentó poseer a George Lutz, las moscas en las ventanas y un intento de exorcismo de parte de un sacerdote. Además durante los últimos días de estancia de los Lutz, un sobre con dinero destinado para la luna de miel del hermano de Kathy, desapareció en circunstancias extrañas mientras se encontraba sobre una mesa. Kathy Lutz dijo haber levitado durante los últimos días en la casa, además de haber tenido largas pesadillas y ver siniestras sombras que pasaban a los pies de la cama.
Pero lo más controvertido del caso fue la aparición de Jodie, un demonio que se manifestaba en forma de una niña y que se apareció durante varios días a la hija menor de los Lutz, Missy. Una de las apariciones de Jodie fue cuando Missy señaló la ventana de la habitación y Kathy pudo observar la horrible cara de una niña que después se fue chillando. También George Lutz afirmó haber visto otras presencias demoníacas en la casa. Estas se encontraban en la sala, en los patios e incluso debajo de las camas de los niños. Uno de estos demonios se manifestaba por las noches cuando las ventanas se llenaban de moscas y la puerta principal de la casa era golpeada fuertemente. A consecuencia de estos sucesos, Missy comenzó a tener una conducta preocupante, hasta el punto de "comunicarse" con alguien en su habitación y al que defendía. Otro problema fueron las ventanas, que estaban clavadas cuando llegaron los Lutz. Durante las noches, la familia se veía obligada a acudir a la habitación de sus hijos, ya que las ventanas del cuarto golpeaban fuertemente. Una de las veces que el hijo menor de los Lutz intentó cerrar la ventana, esta le aplastó los dedos violentamente. Hasta la fecha existe un cuarto vacío en el sótano de la casa. George Lutz afirmó haber regañado varias veces al perro de la familia después de que se pusiera agresivo al pasar por ahí. El cuarto ha sido muy controvertido en la historia, y se ha mencionado en varias películas como en Amityville 3: El pozo del infierno. Los Lutz soportaron estar en Amityville durante 28 días.

### El fraude
Tras el éxito de "Horror en Amityville", el sacerdote que Jay Anson mencionaba como el que intentó realizar el exorcismo durante la estancia de George y Kathy Lutz en la casa, declaró que jamás había pisado la casa, y que la única vez que se comunicó con la familia Lutz fue durante una llamada que Kathy le hizo para contarle acerca de una extraña levitación que dijo haber sufrido. Tras esta declaración, se investigaron los informes del tiempo del 13 de enero de 1975, día en que los Lutz abandonaron la casa, y se descubrió que durante esa noche no hubo más que precipitaciones con viento, y no una tormenta como afirmaron los Lutz. Tampoco se registró ninguna llamada al departamento de policía como los Lutz indicaron que habían hecho. Pero sin duda alguna la inconsistencia que más predominó para considerar la novela de Jay Anson un fraude, fue una declaración hecha por William Weber, el abogado de Ronald DeFeo quien acusó a George Lutz de no haber cumplido con su pacto. Aparentemente, DeFeo había hecho un trato con los Lutz y con el periodista Jay Anson para relatar un caso sobre apariciones demoníacas en la casa donde él había cometido los asesinatos. Esto lo ayudaría a reducir su sentencia debido a que su investigación podría ser modificada y el hecho de que había matado sin iniciativa propia podría considerarse. A cambio de ello los Lutz lograrían tener fama y dinero. Una contradicción de todo esto fue cuando George y Kathy Lutz fueron sometidos al detector de mentiras resultando "ciertas" todas sus declaraciones en el programa Good Morning America. Además se logró comprobar que nunca existió un hombre que proviniera de Salem con el nombre de John Catchum, tal como afirmó Jay Anson. Se identificó a los 2 únicos hombres con el nombre de John Catchum; el primero nacido en Inglaterra en 1622, dedicado a juicios y creyente en brujas. El segundo nació en 1780 en Estados Unidos, de ascendencia inglesa, perteneciente a grupos religiosos. Por lo tanto, no se pudo comprobar con fiabilidad si fue real un John Catchum proveniente de Salem. Esto causó más polémica con la veracidad de la historia. Más tarde, Ronald DeFeo se quejó del escritor Ric Osuna, autor de The Night of the DeFeo's died, acusándolo de modificar por completo la versión real de los hechos ocurridos en Amityville en 1974, mostrando una carta de Ric Osuna a Kathy Lutz donde decía: Pueden cambiar lo que quieran del escrito original
El escándalo continuó cuando Bárbara y James Cromarty, nuevos propietarios de la vivienda, demandaron a la familia Lutz y a Jay Anson por difamación, además de verse obligados a solucionar el problema de la gran cantidad de personas que visitaban la casa a raíz de la novela. Ni la familia Cromarty ni las siguientes familias que habitaron la casa vivieron fenómenos paranormales como los que describieron los Lutz. Una razón más por la que la historia de Amityville puede considerarse mentira. Kathy Lutz falleció el 17 de agosto de 2004 y George Lutz murió el 8 de mayo de 2006, a la edad de 59 años en Las Vegas a causa de un paro cardíaco.

## Ficción
Las siguientes historias sobre Amityville son basadas en novelas ficticias. La primera de ellas Amityville III: El pozo del infierno, en que según la película y la novela, John Baxter tendió una trampa a una pareja de ancianos psíquicos. Luego de ello, se convenció de que la casa de Amityville era segura de habitar, para luego tener que derrotar a los demonios que habitaban en el sótano de la casa. Al final la casa explotaba. La siguiente entrega Amityville: La fuga del demonio, dio inicio a una nueva técnica para usar la historia de Amityville sin que el escenario principal fuera la casa. En este caso se utilizó una lámpara como portadora de las energías malignas de Amityville, la cual fue enviada a Rhode Island provocando a la familia que ahí vivía,y vivió varias tragedias. The Amityville Curse fue la siguiente historia ficticia, en la cual una familia construía una casa sin saber que se encontraba arriba de los escombros de lo que un día fue la casa de Amityville. Esto provocó que la familia comenzara a vivir extraños sucesos paranormales. La siguiente historia no fue de una novela, sino de la película de 1992 Amityville 6: Es cuestión de tiempo, en la cual, un hombre de Nueva York compraba un antiguo reloj desconociendo que años atrás, la pieza había sido parte de la casa de Amityville. Luego de esta historia, se realizó Amityville: El rostro del diablo, que tampoco fue adaptada a una novela. En ella se centraba la historia de un hombre que después de comprar un espejo comenzaba a sufrir experiencias paranormales. Esto se debía a dos cosas: el espejo fue parte de la casa de Amityville, y el hombre era hijo ilegítmo de Ronald De Feo (Sonny Montelli en Amityville 2). La última historia ficticia sobre Amityville fue la de la película de 1996 Amityville: La casa de las muñecas. En ella una pareja regalaba a su hija una casita de juguete de una casa que se había quemado y que pudieron rescatar. Pero la casa almacenaba la energía de un demonio que intentaba destruir a la familia.

## Filmografía
- 1979 The Amityville Horror
- 1982 Amityville II: The Possession
- 1983 Amityville III: The Demon
- 1989 Amityville 4: The Evil Escapes
- 1990 The Amityville Curse
- 1992 Amityville: Es cuestión de tiempo
- 1993 Amityville 7: El rostro del diablo
- 1996 Amityville 8: La casa de las muñecas
- 2005 The Amityville Horror
- 2011 The Amityville Haunting
- 2012 My Amityville Horror (documental)
- 2013 The Amityville Asylum
- 2016 The Amityville Terror
- 2017 Amityville: The Awakening
- 2018 The Amityville Murders
- 2020: Amityville Island
- 2020: Amityville Vibrator
- 2020: The Amityville Harvest

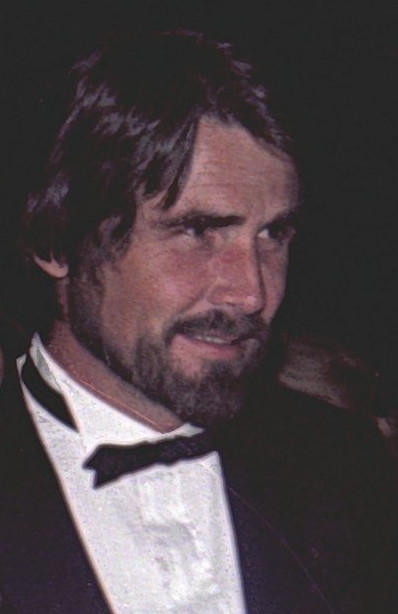
James Brolin intérprete de George Lutz en Terror en Amityville (1979)

La primera película sobre los sucesos paranormales de la casa de Amityville fue estrenada en julio de 1979 bajo el título Terror en Amityville y fue dirigida por Stuart Rosenberg. La historia se basó en los fenómenos ocurridos a la familia Lutz en 1974. Contó con las actuaciones de James Brolin como George Lutz y Margot Kidder como Kathy Lutz. La película obtuvo varias nominaciones: Lalo Schifrin compositor de la música de la película fue nominado al Oscar a la mejor banda sonora y al Globo de Oro en la misma categoría. La película también compitió en los Premios Saturn por la categoría Mejor película de terror y por la categoría Mejor actriz (Margot Kidder). La segunda película sobre Amityville fue dirigida por Damiano Damiani en 1982 y llevó el nombre de Amityville II: La posesión, protagonizada por James Olson, Burt Young, Rutanya Alda, Jack Magner y Diane Franklin, esta secuela fue una producción mexicana-estadounidense. La película narra los sucesos cometidos por Ronald DeFeo, Jr. cuando asesinó a su familia en su hogar en Amityville. Sin embargo, el verdadero George Lutz interpuso una demanda contra Damiano Damiani para que la película se basara en lo que supuestamente vivieron él y su esposa luego de abandonar la casa. Lutz perdió la demanda. Robert Ebert del Chicago Sun-Times declaró que la película había sido mejor que Terror en Amityville y felicitó al equipo de producción y a los realizadores del maquillaje. Un año más tarde se estrenó Amityville 3-D, dirigida por Richard Fleischer y protagonizada por Tony Roberts. La película fue lanzada en cines en efecto 3-D. Esta fue la primera película en basarse en ficción y no en relatos verídicos, al igual que su antecesora esta película fue una producción mexicana-estadounidense. La cuarta entrega de la serie Amityville 4: La fuga del demonio fue estrenada como una película de televisión en 1989 bajo la dirección de Sandor Stern y protagonizada por Patty Duke y Jane Wyatt. Fue la primera película en desarrollarse fuera de la casa de Amityville. La quinta película también fue una película de televisión titulada La Maldición de Amityville, dirigida por Tom Berry en 1990 y protagonizada por Kim Coates y Dawna Wightman. La película fue una producción canadiense. La sexta película fue anunciada en 1992 bajo el título Amityville 1992, pero estrenada con el nombre Amityville: Es cuestión de tiempo. La película fue dirigida por Tony Randel y protagonizada por Stephen Macht. Luego, en 1993 se estrenó en Estados Unidos la séptima entrega de la serie titulada Amityville 7: El rostro del diablo, bajo la dirección de John Murlowski y protagonizada por Ross Patridge. La película recibió críticas negativas. No obstante, 3 años más tarde, en 1996, el director Steve White llevó a cabo Amityville 8: La casa de las muñecas, protagonizada por Robin Thomas y Starr Andreeff. La película completó la serie filmográfica original de Amityville.
En 2005 se inició el casting para elegir el reparto de una adaptación homónima de Terror en Amityville. Finalmente se eligió a Ryan Reynolds y Melissa George para interpretar a George y Kathy Lutz respectivamente. El director encargado de la película fue Andrew Douglas. La película recibió críticas negativas.

## Recaudación
| Película                           | Primer fin de semana                                     | Recaudación más alta en semana | Referencia |
| ---------------------------------- | -------------------------------------------------------- | ------------------------------ | ---------- |
| The Amityville Horror              | $7,843,467 (USA)                                         | $7,843,467 (USA)               | [ 36 ]     |
| Amityville II: The Possession      | $4,104,277 (USA)                                         | $12,534,817 (USA)              | [ 37 ]     |
| Amityville 3-D                     | $2,366,472 (USA)                                         | $2,366,472 (USA)               | [ 38 ]     |
| Amityville 4: The Evil Escapes     | Sin exhibir en cines                                     | Sin exhibir en cines           | [ 32 ]     |
| The Amityville Curse               | Sin exhibir en cines                                     | Sin exhibir en cines           | [ 21 ]     |
| Amityville 1992                    | Sin exhibir en cines                                     | Sin exhibir en cines           | [ 22 ]     |
| Amityville 7: A New Generation     | Sin exhibir en cines; $1,500,000 (alquilación)           | Sin exhibir en cines           | [ 39 ]     |
| Amityville Dollhouse               | Sin exhibir en cines                                     | Sin exhibir en cines           | [ 24 ]     |
| The Amityville Horror (adaptación) | $23,507,007 (USA) £1,339,417 (UK) €130,834 (Netherlands) | $65,233,369 (USA)              | [ 40 ]     |

## Continuidad
En 2009 se confirmó una secuela de The Amityville Horror (2005) la cual podría estrenarse en 2011. Ese mismo año se mencionó a Amityville Tapes como el posible título de esta. Luego, en 2010 se planteó que la historia de los Lutz en la casa de Amityville sería llevada al cine en 2012. Este entonces vendría siendo el tercer remake de la historia.

## Recepción
| Película                       | Rotten Tomatoes   | Rotten Tomatoes      | Rotten Tomatoes     | Metacritic      | CinemaScore | IMDb                | Filmaffinity       |
| Película                       | Críticos          | Críticos importantes | Audiencia           | Metacritic      | CinemaScore | IMDb                | Filmaffinity       |
| ------------------------------ | ----------------- | -------------------- | ------------------- | --------------- | ----------- | ------------------- | ------------------ |
| The Amityville Horror          | 32% (44 reseñas)  | 25% (8 reseñas)      | 52% (86 771 votos)  | 28 (10 reseñas) | N/A         | 6.1 (40 854 votos)  | 5.6 (2 668 votos)  |
| Amityville II: The Possession  | 24% (21 reseñas)  | 0% (3 reseñas)       | 36% (16 748 votos)  | 34 (9 reseñas)  | N/A         | 5.5 (11 910 votos)  | 5.0 (447 votos)    |
| Amityville 3-D                 | 18% (22 reseñas)  | 0% (3 reseñas)       | 18% (11 236 votos)  | 28 (8 reseñas)  | N/A         | 4.1 (6 901 votos)   | 4.1 (392 votos)    |
| Amityville 4: The Evil Escapes | 25% (4 reseñas)   | N/A                  | 11% (690 votos)     | N/A             | N/A         | 4.3 (3 082 votos)   | 3.7 (226 votos)    |
| The Amityville Curse           | 20% (5 reseñas)   | N/A                  | 14% (7 521 votos)   | N/A             | N/A         | 3.0 (2 235 votos)   | 2.8 (203 votos)    |
| Amityville: It's About Time    | 14% (7 reseñas)   | N/A                  | 22% (11 559 votos)  | N/A             | N/A         | 4.6 (3 090 votos)   | 3.5 (224 votos)    |
| Amityville: A New Generation   | 0% (1 reseña)     | N/A                  | 28% (12 403 votos)  | N/A             | N/A         | 3.9 (2 218 votos)   | 3.4 (207 votos)    |
| Amityville: Dollhouse          | N/A               | N/A                  | 26% (11 029 votos)  | N/A             | N/A         | 4.3 (2 629 votos)   | 3.6 (202 votos)    |
| The Amityville Horror (2005)   | 23% (161 reseñas) | 23% (40 reseñas)     | 52% (350 602 votos) | 33 (31 reseñas) | B           | 5.9 (113 627 votos) | 5.2 (11 452 votos) |
| The Amityville Haunting        | 0% (3 reseñas)    | N/A                  | 10% (425 votos)     | N/A             | N/A         | 2.6 (2 296 votos)   | 3.5 (110 votos)    |
| The Amityville Asylum          | 0% (1 reseña)     | N/A                  | 3% (77 votos)       | N/A             | N/A         | 2.6 (1 421 votos)   | 2.5 (61 votos)     |
| The Amityville Playhouse       | 0% (2 reseñas)    | 0% (1 reseña)        | 20% (30 votos)      | N/A             | N/A         | 1.8 (687 votos)     | 2.4 (26 votos)     |
| Amityville Death House         | N/A               | N/A                  | N/A                 | N/A             | N/A         | 2.1 (242 votos)     | N/A                |
| Amityville: Vanishing Point    | N/A               | N/A                  | N/A                 | N/A             | N/A         | 1.5 (144 votos)     | N/A                |
| The Amityville Legacy          | N/A               | N/A                  | N/A                 | N/A             | N/A         | 2.1 (259 votos)     | N/A                |
| Amityville Terror              | 0% (1 reseña)     | N/A                  | 9% (42 votos)       | N/A             | N/A         | 3.2 (1 194 votos)   | 4.1 (28 votos)     |
| Amityville: No escape          | 0% (1 reseña)     | N/A                  | 20% (50 votos)      | N/A             | N/A         | 2.9 (303 votos)     | N/A                |
| Amityville Exorcism            | 0% (1 reseña)     | N/A                  | 8% (50 votos)       | N/A             | N/A         | 2.6 (3 325 votos)   | N/A                |
| Against the Night              | 9% (11 reseñas)   | 0% (5 reseñsa)       | 96% (250 votos)     | 26 (4 reseñas)  | N/A         | 3.8 (2 205 votos)   | 4.1 (30 votos)     |
| Amityville: The Awakening      | 30% (20 reseñas)  | N/A                  | 32% (23 542 votos)  | 42 (4 reseñas)  | N/A         | 4.8 (14 486 votos)  | 4.2 (1 845 votos)  |
| The Amityville Murders         | 0% (15 reseñas)   | 0% (2 reseñas)       | 44% (100 votos)     | 35 (4 reseñas)  | N/A         | 4.7 (2 162 votos)   | 3.4 (334 votos)    |
| Promedio                       | 11%               | 7%                   | 28%                 | 33              | B           | 3.6                 | 3.8                |

### Lectura complementaria
- William Peter Blatty (1971). El exorcista. Barcelona: Zeta Bolsillo. ISBN 978-84-9872-198-0.